# Famille Javary
Pour les articles homonymes, voir Javary.
La famille Javary est une famille française, originaire du Vendômois, ancienne province de l'Orléanais. Elle est toujours représentée de nos jours.

## Histoire
Sous l’Ancien Régime, la famille Javary appartient principalement à la bourgeoisie marchande ; une de ses branches est titrée sous l’Empire.
Depuis, elle s’illustre dans l’armée, la magistrature, l’Église catholique et dans le monde des affaires. La famille Javary compte de nombreux polytechniciens et membres de la Légion d’honneur.

## Personnalités
- Louis-Pierre, chevalier Javary et de l'Empire (1766-1838), chef d'escadron des Grenadiers à cheval de la Garde impériale et maire d'Épinay-sur-Orge, chevalier de la Légion d’honneur et chevalier de Saint-Louis.
- Baptiste Javary (1811-1894), négociant, magistrat consulaire au tribunal de Blois. Il épouse Sophie Dutertre (1814-1890), fille de Pierre Dutertre, officier d’administration militaire, et d’Adélaïde Hême, fille de Roger Hême, conseiller du Roi et président de l’élection de Blois sous l’Ancien Régime[1].
- Auguste Javary (1820-1852), philosophe, agrégé de l'Université en 1846[2]. Il publie, De la Certitude[3], primé par l'Institut, puis, De l'idée de Progrès[4]. Il meurt à 32 ans de la fièvre typhoïde.
- Albert-Henri Javary (1824-1857), capitaine-adjudant-major au 2e régiment de Zouaves (Algérie), chevalier de la Légion d'honneur[5]. Très instruit, il parle et écrit l'arabe, le kabyle et l'allemand. Il entreprend des travaux sur l'histoire et la géographie de l'Algérie, et publie, notamment, Etude sur le gouvernement de l'Algérie[6]. Il meurt à 33 ans de la suite des blessures reçues au siège de Sébastopol[7].
- Adrien Javary (1834-1913), polytechnicien, officier du Génie, mathématicien, photographe et plaisancier, officier de la Légion d'honneur[8]. A la sortie de l’École polytechnique, en 1858, il intègre le Génie militaire et devient l’adjoint du commandant Laussedat, initiateur d’une méthode pour adapter la photographie au levé de plans. Adrien Javary en perfectionne la méthode, crée une « Brigade d’études photographiques » au sein du Génie et expose son travail à l’Exposition universelle de 1867. Il obtiendra la médaille de bronze de la Société française de Photographie en 1876 pour ces levés de plans lors de la XIème exposition de la SFP[9]. Fort de ce succès, il est nommé en 1872, chef des travaux graphiques de l’École Polytechnique où il enseigne aussi la géométrie descriptive.  Il est l’auteur en 1881 d’un Traité de géométrie descriptive qui connut de nombreuses rééditions[10]. Adrien Javary se passionne aussi pour la voile et commande, en 1893, aux constructions navales Lemarchand du Minihic-sur-Rance, un bateau de plaisance de deux mats qu’il grée en bisquine, et l’appelle « Perruche ». L’été, dans la baie de Saint-Malo, il participe aux régates et sort tous les jours en mer avec son équipage, sa famille et ses amis[11]. Il conserve une activité photographique personnelle en prenant des vues du Mont Saint-Michel, de Paramé et de Saint-Malo, des régates et de son entourage[12].
- Alfred Javary (1839-1923), homme d’Église, officier de l’archiconfrérie de la basilique Notre-Dame-de-Bonne-Garde[13] à laquelle il consacra toute sa vie et ses recherches[14].
- Paul-Emile Javary (1866-1945), polytechnicien, dirigeant d'entreprises, notamment de la Compagnie des chemins de fer du Nord, grand-officier de la Légion d’honneur.
- François Javary (1898-1959), polytechnicien, administrateurs de sociétés, chevalier de la Légion d’honneur, croix de guerre 1914-1918[15]. Il épouse la fille de Maurice Quentin (1870-1955), avocat et homme politique.
- Manuel Javary (1934), ESSEC, directeur et administrateur de sociétés, président d'association caritative, chevalier de la Légion d’honneur, croix de la Valeur militaire[16]. Il épouse Roselyne Grandgeorge (1940), chevalier des Palmes académiques, fille de Jacques Grandgeorge (1907-1965), polytechnicien, directeur et administrateur de banques, chevalier de la Légion d’honneur, croix de guerre 1939-1945[17].
- Cyrille J.-D. Javary (1947), sinologue, écrivain et conférencier sur la culture chinoise.
- Sophie Javary (1959), HEC, dirigeante et administrateur de banques, collectionneuse et mécène[18], chevalier de la Légion d’honneur[19].
- Franck Javary (1967), polytechnicien, homme d’Église, évêque de Châlons-en-Champagne.

## Galerie

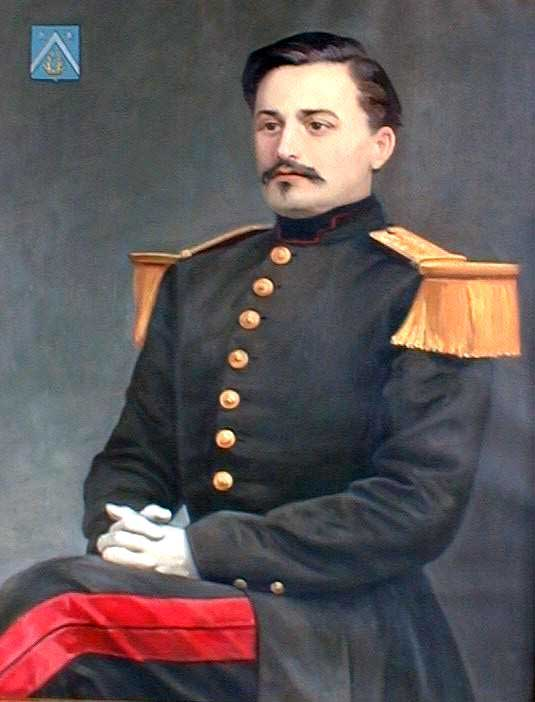
Adrien Javary (1834-1913)
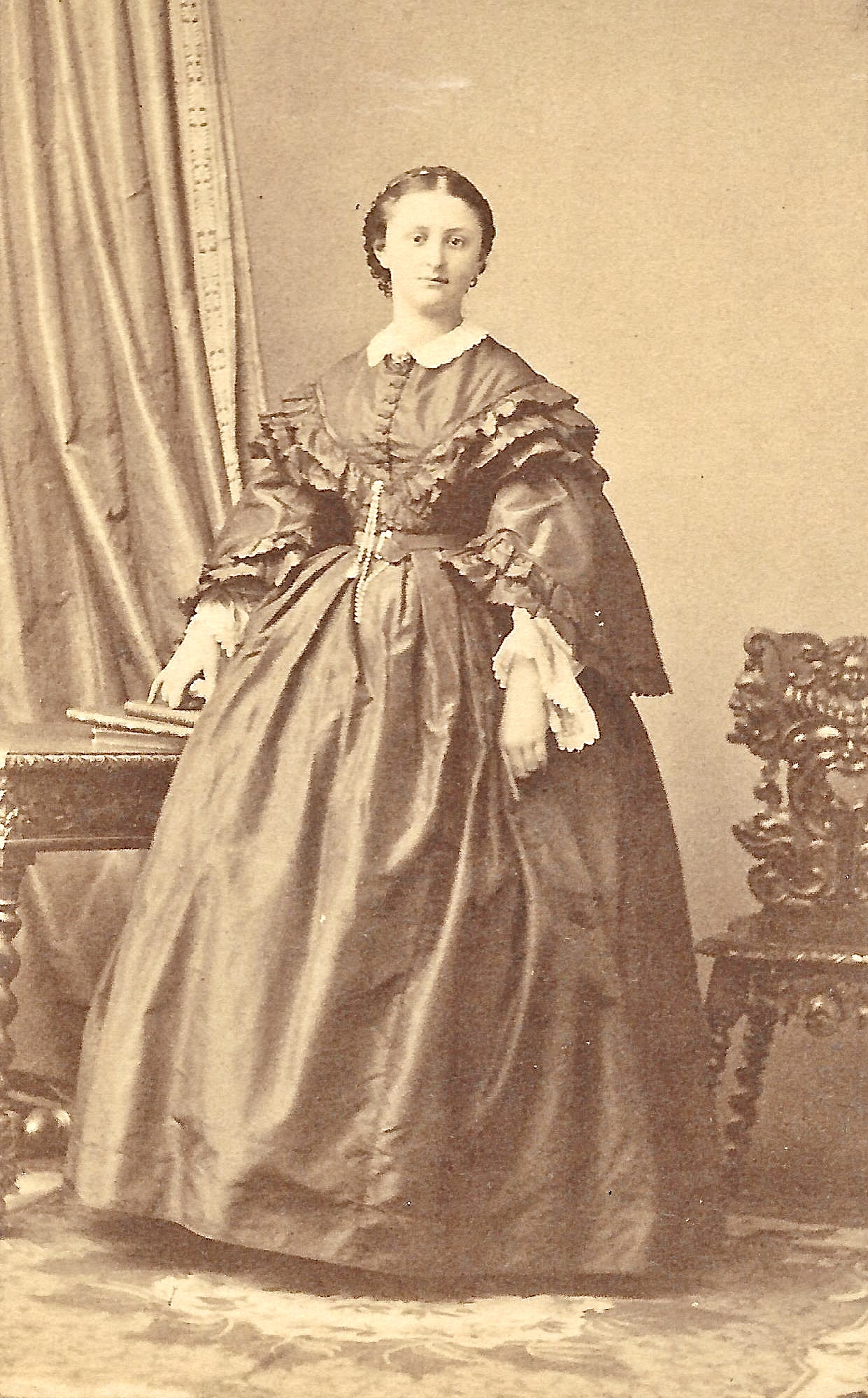
Mme Adrien Javary, née Julie Verdot (1844-1913)
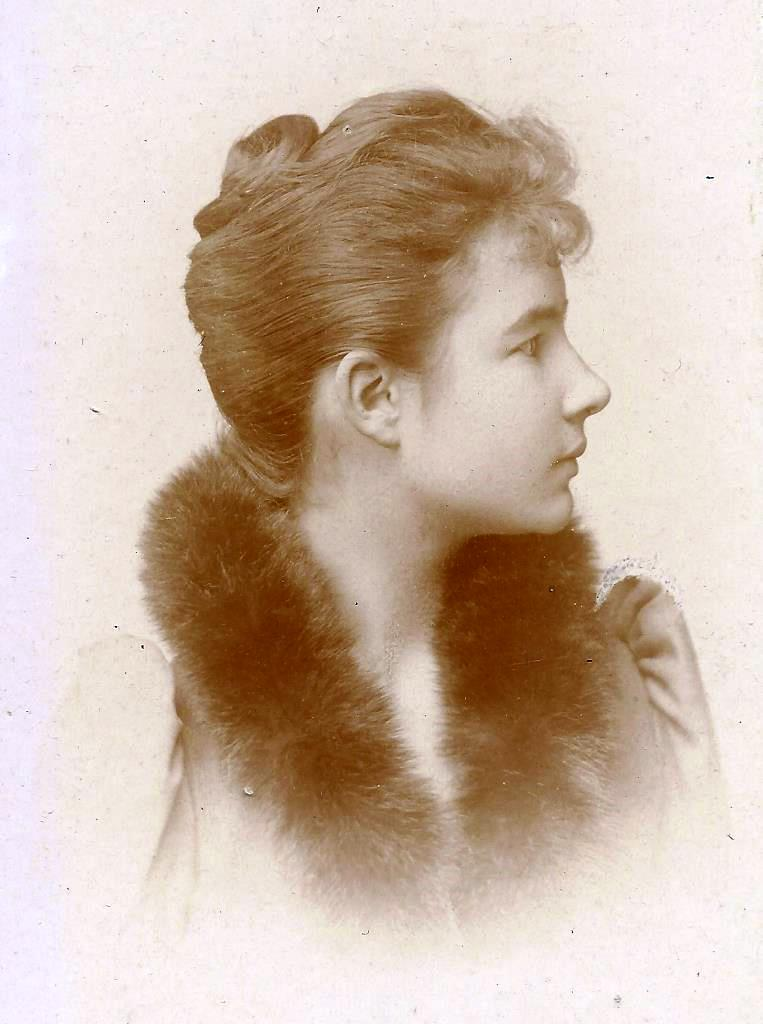
Mme Paul-Émile Javary, née Constance Taratte (1873-1910)
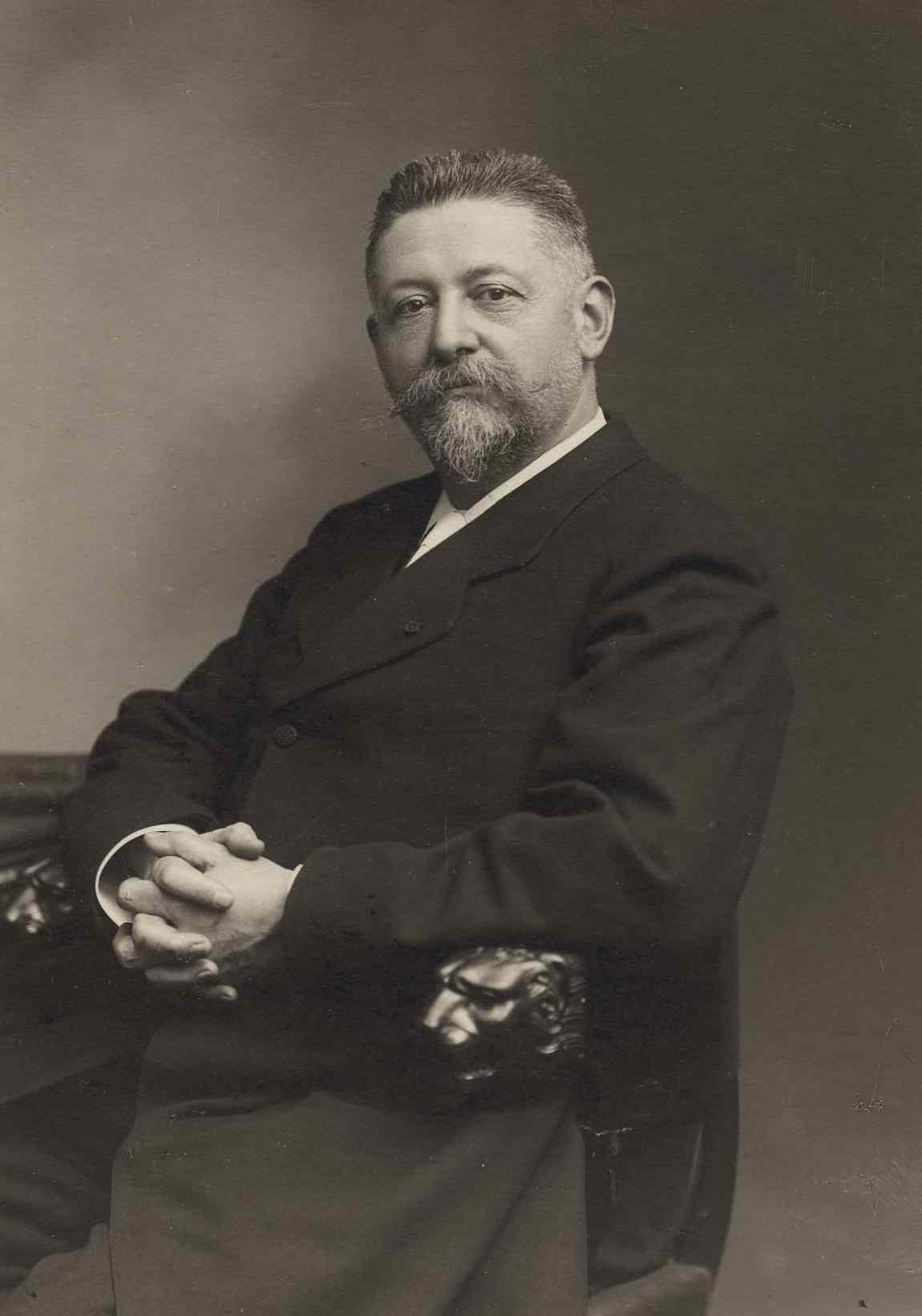
Paul-Émile Javary (1866-1945)
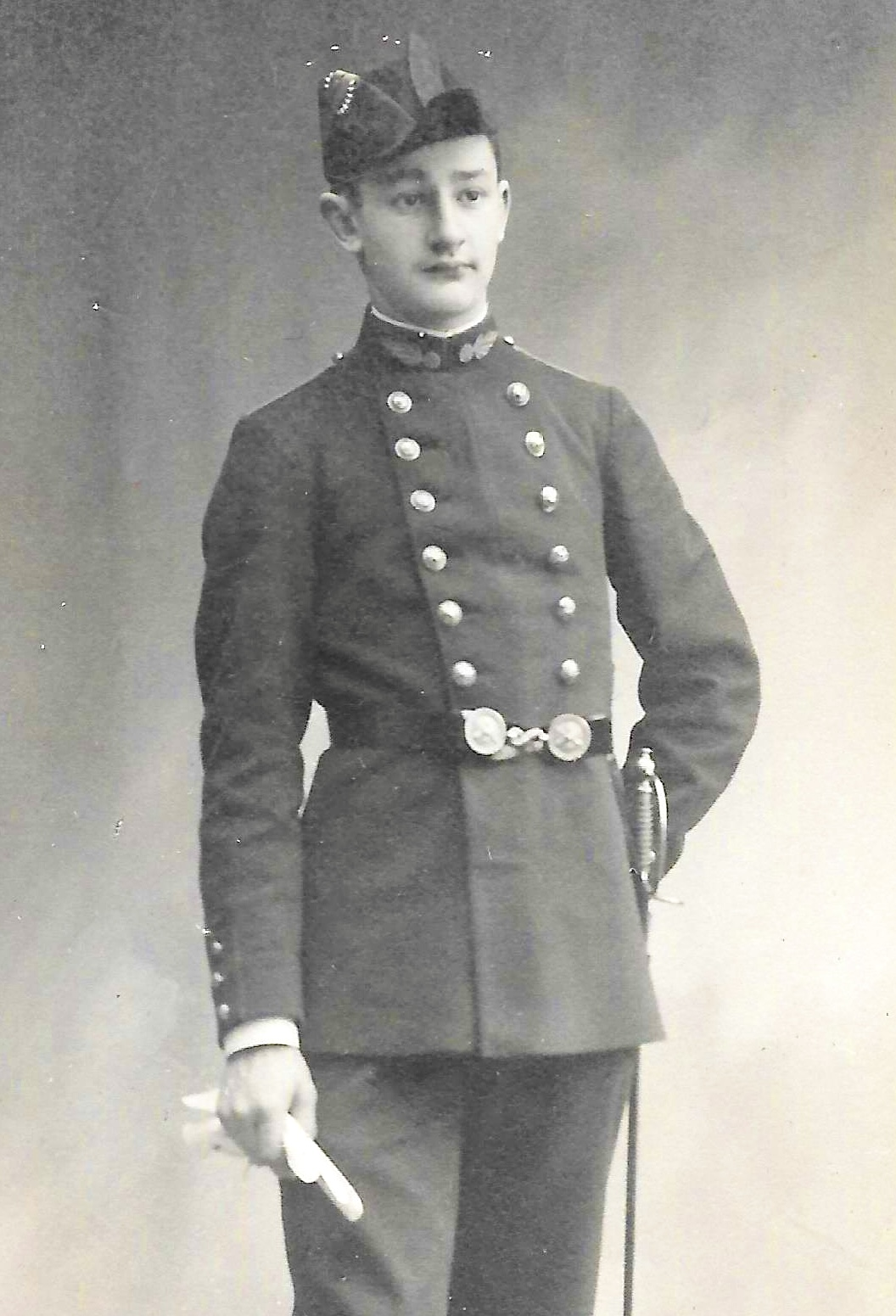
François Javary (1898-1959)
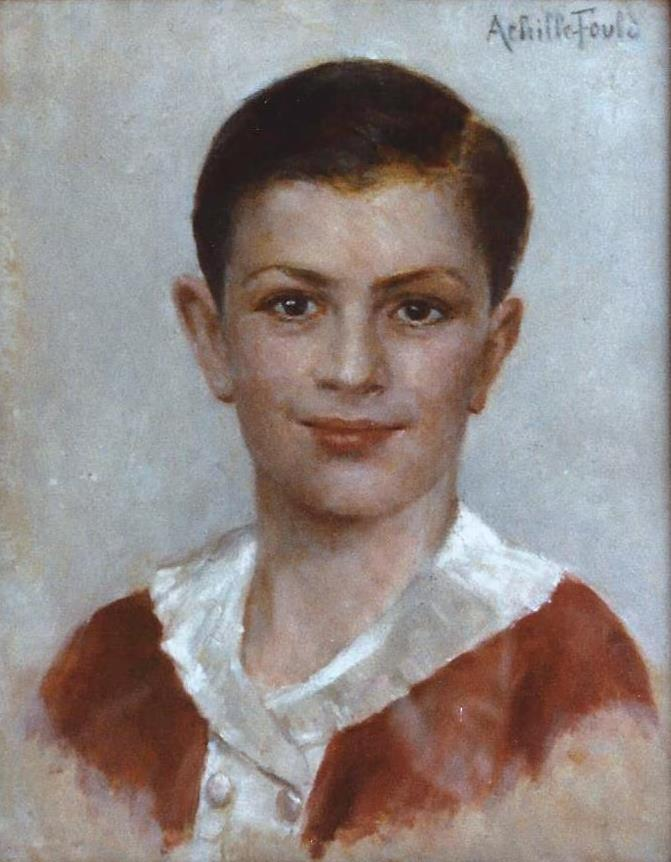
Manuel Javary (1934) par Georges Achille-Fould
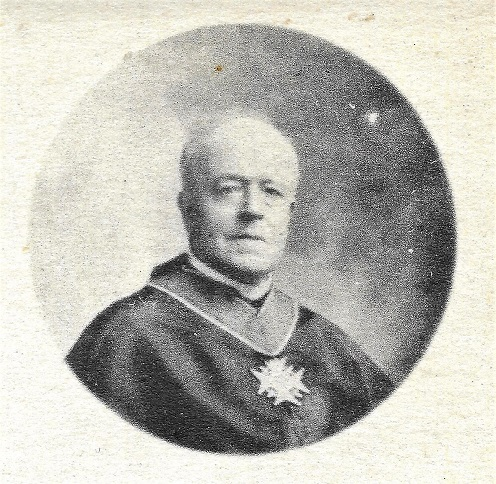
Abbé Alfred Javary (1839-1923)
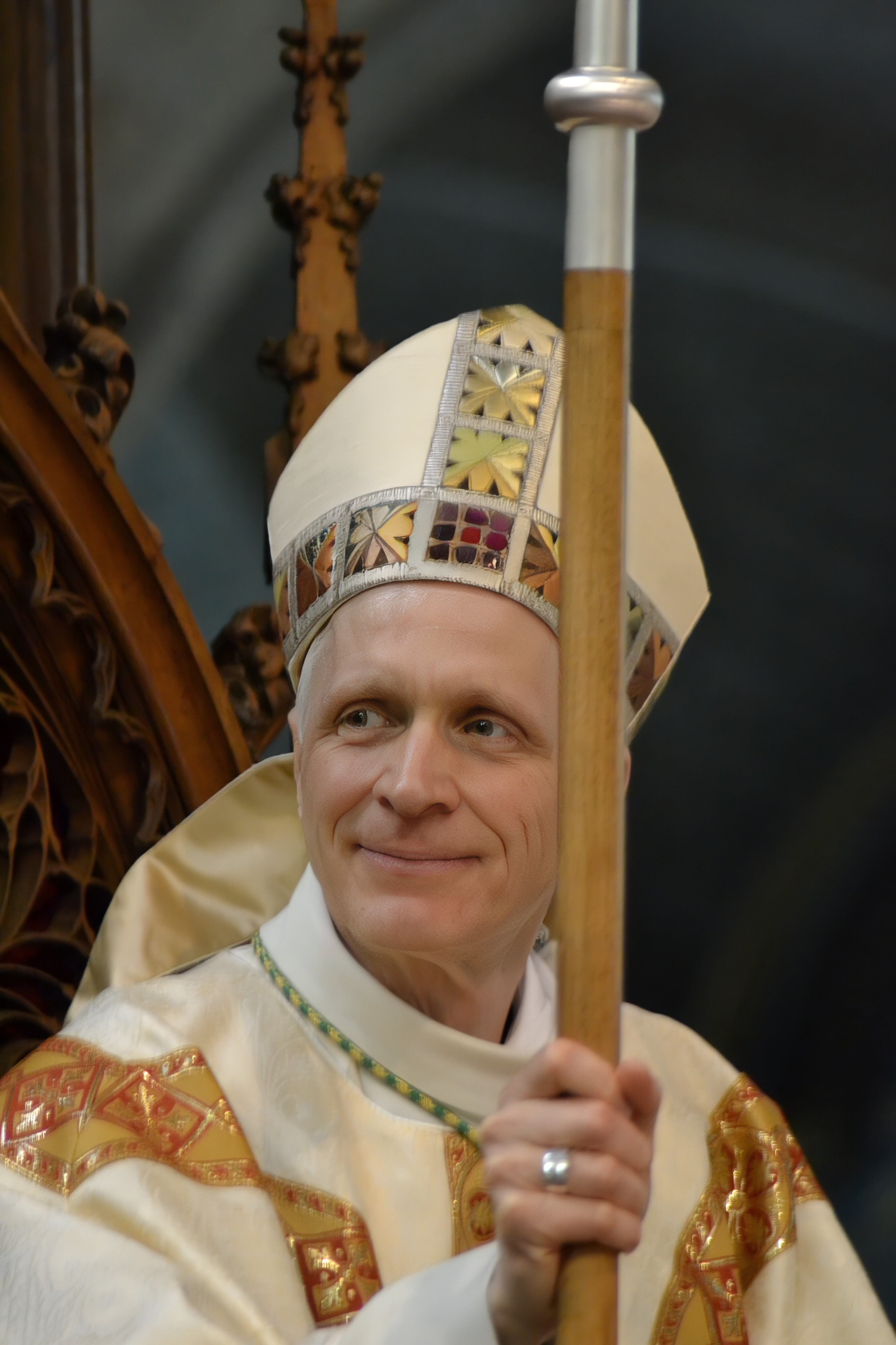
Mgr Franck Javary (1967)

## Filiation
Les registres de l'état civil et la base de données Roglo permettent d'établir les liens de filiation suivants entre les personnalisés des branches présentées ici :
- Jehan Javary (vers 1577 - 7 avril 1617 à Souday (Loir-et-Cher)). Le 7 juillet 1598 à Souday, il épouse Simone Soubrillard.
  - Jehan Javary (12 avril 1611 à Souday - avant 1674) épouse Cyprienne Logeas.
    - Christophe Javary (10 février 1644 à Saint-Agil (Loir-et-Cher) - 2 mai 1692 à Souday. Le 29 juillet 1683 à Souday, il épouse en secondes noces Marie Pelé.
      - Michel Javary (12 janvier 1690 à Souday - 24 novembre 1743 à Mondoubleau). Le 30 juin 1718 à Mondoubleau, il épouse Jeanne Rivraye.
        - Michel Javary (23 août 1721 à Mondoubleau - 1er décembre 1777 à Mondoubleau), marchand bourgeois. Le 10 janvier 1747 à Mondoubleau, il épouse Jeanne Louise Prioux.
          - Jean Michel Javary (4 novembre 1750 à Mondoubleau - 6 mars 1829 à Mondoubleau), marchand bourgeois. Le 8 janvier 1774 à Mondoubleau, il épouse Jeanne Boulay.
            - François Javary (21 mars 1786 à Mondoubleau - 14 octobre 1834 à Vendôme), propriétaire. Le 6 décembre 1809 à Vendôme, il épouse Marie Anne Pauline Bertrand.
              - Baptiste Jean François Javary (8 décembre 1811 à Vendôme - 19 mars 1894 à Orléans), négociant, juge au tribunal de commerce de Blois. Le 9 décembre 1833 à Oucques, il épouse Sophie Adélaïde Dutertre, fille de Pierre Dutertre et d'Adélaïde Hême (mariés le 15 avril 1813 à Suèvres, fille de Roger Hême, président de l'élection de Blois et d'Angélique Houel)
                - Jean Baptiste Adrien Léon Javary (28 septembre 1834 à Blois - 25 janvier 1913 à Paris 5e), officier de la Légion d'honneur, chef des travaux graphiques de l'Ecole polytechnique, officier du Génie, mathématicien, photographe. Le 23 février 1865 à Paris, il épouse Julie Marie Alexandrine Verdot.
                  - Paul-Émile Javary (31 mars 1866 à Paris - 12 juin 1945 à Montmorency), grand officier de la Légion d'honneur, directeur des Chemins de fer du Nord. Le 19 novembre 1895 à Nancy, il épouse Marie Éléonore Constance Taratte.
                    - Adrien François Javary (4 septembre 1898 à Montmorency - 4 octobre 1959 à Paris), chevalier de la Légion d'honneur, administrateur de sociétés. Le 23 mai 1928 à Paris, il épouse Josette Marie Léonie Lucienne Maurice-Quentin.
                      - Patrice Albert Javary (1929-1975)
                      - Hubert Gabriel Javary (1er novembre 1932 à Paris 16e - 2 juillet 2021 à Saint-Cloud) épouse Armelle Beau.
                        - Franck Javary (1967), prêtre, curé de la cathédrale de Nanterre (2010), évêque de Châlons-en-Champagne depuis janvier 2025.

                      - Manuel Alexandre Quentin Javary (1934), chevalier de la Légion d'honneur. Il épouse Roselyne Grandgeorge.
                      - Bertrand, Quentin, Roland, Jean Javary (1935), directeur de sociétés. Il épouse Sylvie Boyer[21].
                        - Sophie Constance Chantal Javary (1er mai 1959 à Paris), dirigeante de banque[21].

                      - Cyrille Javary (1947), sinologue.

              - Joseph Alexandre Javary (26 juillet 1815 à Vendôme -), marchand à Vendôme. Le 19 juin 1838 à Vendôme, il épouse Marie-Augustine Leguéré.
                - Alfred Javary(2 août 1839 à Vendôme- 8 septembre 1923 au Pec) , ecclésiastique attaché à la basilique Notre-Dame-de-Bonne-Garde.

  - Denis Javary (3 juillet 1617 à Souday - 9 mars 1662 à Saint-Agil, il épouse Barbe Moreau.
    - Mathurin Javary (20 mai 1648 à Boursay (Loir-et-Cher) - 9 août 1715 à Saint-Agil). Le 4 février 1677 à Boursay, il épouse Jeanne Gasselin.
      - Denis Javary (8 janvier 1683 à Saint-Agil - 2 septembre 1728 à Arrou (Eure-et-Loir)). Le 23 septembre 1706 à La Chapelle-Vicomtesse (Loir-et-Cher), il épouse Renée Auriau.
        - Pierre Javary (vers 1721 - 6 novembre 1781 à Donnemain-Saint-Mamès (Eure-et-Loir)). Le 26 juillet 1756 à Châteaudun (Eure-et-Loir), il épouse Christine Dutartre.
          - Louis-Pierre Javary (1766-1838), militaire, chef d'escadron des Grenadiers à cheval de la Garde impériale, et maire d'Épinay-sur-Orge. le 18 décembre 1811 à Paris, il épouse Stéphanie Alyon.
            - Auguste Javary (28 octobre 1820 à Paris- 4 septembre 1852 à Lyon), philosophe.
            - Albert-Henri Javary (29 janvier 1824 à Paris- 20 février 1857 à Oran, Algérie), officier d'infanterie, chevalier de la Légion d'honneur.

## Armoiries
La famille Javary porte : « D’azur au chevron d’argent, accompagné en chef de deux étoiles de même, et en pointe d’un massacre de cerf d’or. »,.

## Pour approfondir